# Jukaték-maja nyelv
A jukaték-maja vagy egyszerűen – a hétköznapi értelemben vett – maja nyelv (saját elnevezéssel máaya t’áan, ejtsd kb. „mája ttán”; spanyolul idioma maya vagy yucateco) a maja nyelvcsalád jukaték csoportjába tartozó tonális agglutináló indián nyelv, amelyet a közép-amerikai Yucatán-félszigeten (Mexikó, illetve kisebb részben Belize területén) mintegy 7~800 ezren beszélnek, legközelebbi rokonai a kicse és a mam nyelv. Klasszikus állapotáról főleg a Chilam Balamból („A nagy próféták könyve”) vannak ismereteink.

## Hangtan

### Magánhangzók
A jukaték-maja nyelvben öt magánhangzó hangszínt különböztetnek meg: a /a/, e /ɛ/, i, o /ɔ/ és u. A magánhangzók lehetnek rövidek és hosszúak, valamint magas és mély hanglejtésűek; a hosszúságot a magánhangzó kettőzésével, a magas hanglejtést pedig ékezettel jelölik (tehát a mély hanglejtés jelöletlen). A szókezdő magánhangzót gyakran nem ejtik ki. Hosszú magánhangzók laringelizáltak lehetnek, amit néha teljes intervokális glottális stop valósít meg. Ezt írásban a két jegy közé tett aposztróf jelöli, például a többes szám -oʼob jelében.
A jukaték-maja nyelv a legtöbb maja nyelvvel szemben tonális, öt tónusa van. Mondatvégi helyzetben a magas tónus ereszkedő, míg máshol emelkedő. Az alacsony tónus végig alacsony marad. A nyelvészek szerint a tónusok a jukatrék-maja nyelv külön életében alakultak ki, és nem a nyelvcsalád legtöbb tagja vesztette el.
A hangsúly az első hosszú magánhangzóra esik. Ha a szóban nincs hosszú magánhangzó, akkor az utolsó szótag a hangsúlyos. Idegen eredetű (spanyol, navatl) szavakban megmarad az eredeti hangsúly.

### Mássalhangzók
A mássalhangzórendszer főként zöngétlen zár- és zár-rés-hangokból /p, t, t͡s, t͡ʃ, k/, illetve glottalizált (ejektív) /pˤ, tˤ, t͡sˤ, t͡ʃˤ, kˤ/; egyetlen zöngés zárhangból /ɓ/, zöngétlen réshangokból /s, ʃ, x, h/, orrhangokból és likvidákból /m, n, l, ɾ/, hangszalagzárhangból /ʔ/, valamint két félhangzóból /j, w/ áll. A glottalizált mássalhangzókat erősebben és utána rövid szünetet hagyva kell kiejteni; a hangszalagzárhang két magánhangzó közötti rövid szünetnek (hangrésnek) felel meg (ezek a hangok megtalálhatóak az arab nyelvben is). Írásban aposztróf különbözteti meg őket nem glottalizált párjuktól.
|                | Bilabiális    | Bilabiális | Alveoláris | Alveoláris | Palatális | Palatális | Veláris  | Veláris  | Glottális |       |
| -------------- | ------------- | ---------- | ---------- | ---------- | --------- | --------- | -------- | -------- | --------- | ----- |
| normál         | ejektív       | normál     | ejektív    | normál     | ejektív   | normál    | ejektív  | normál   |           |       |
| Zárhangok      | p [p] / b [ɓ] | p’ [pˤ]    | t [t]      | t’ [tˤ]    |           |           | k [k]    | k’ [kˤ]  | ’ [ʔ]     |       |
| Affrikáták     |               |            | tz [t͡s]    | tz’ [t͡sˤ]  | ch [t͡ʃ]   | ch’ [t͡ʃˤ] |          |          |           |       |
| Frikatívák     |               |            | s [s]      | s [s]      | x [ʃ]     | x [ʃ]     | j [x]    | j [x]    | h [h]     | h [h] |
| Nazálisok      | m [m]         | m [m]      | n [n]      | n [n]      |           |           | n(k) [ŋ] | n(k) [ŋ] |           |       |
| Likvidák       |               |            | l [l]      | l [l]      |           |           |          |          |           |       |
| Legyintőhangok |               |            | r [ɾ]      | r [ɾ]      |           |           |          |          |           |       |
| Félhangzók     |               |            |            |            | y [j]     | y [j]     | w [w]    | w [w]    |           |       |

### Debukkalizáció
Ha két azonos mássalhangzó találkozik, akkor ahelyett, hogy összeolvadnának, az egyik elhasonul a másiktól. Ez a debukkalizáció jelensége. Ha egy szó glottizált plozívával  /pʼ tʼ kʼ ɓ/ végződik, és egy ugyanolyan mássalhangzó következik, akkor a képzés helyét feladva glottális stop lesz belőle /ʔ/. Ugyanez megtörténhet egy másik plozíva előtt összetett szavakban vagy beszédfordulatokban. Példák:  [majaɓˈtʼàːn] ~ [majaʔˈtʼàːn] 'jukaték-maja' (szó szerint: lapos beszéd); náak’- [náːkʼ-] ('közel') + káan [ká̰ːn] 'ég' eredménye [ˈnáːʔká̰ːn] (szájpadlás, szó szerint: éghez közel).
Ha az utolsó mássalhangzó egy mássalhangzócsoport része, akkor a debukkalizáció miatt /h/-vá alakul: nak [nak] 'megállít valamit' +  -kúuns [-kúːns] műveltető képző eredménye nahkúuns [nahˈkúːns] ('támogat valakit'). További példák: náach’ [náːt͡ʃ] 'távol' + -chah [-t͡ʃah] (inchoatív rag) eredménye náahchah [ˈnáːht͡ʃah] 'távol lenni'.
Ez a változás gyakran, de nem mindig írásban is jelölve van. Például [majaʔˈtʼàːn] írható, mint maya’ t’àan, maya t'aan stb.

### Elsajátítás
Az egyes hangok kiejtésének nincs egyértelmű tanulási sorrendje; ebben az egyéni különbségek döntőek. Például az egyik gyereknek nehézséget jelentenek az affrikáták és a szibilánsok; egy másiknak pedig a szemantikus tartalom jelenti a nehézséget. Van, akinek pedig az aspiráció és a deobstruentizáció okoz gondot. A palatoalveolárisok és a lamino-alveolárisok fejlődése egymástól független.
A glottizáció nem bizonyult nehezebbnek az aspirációnál. Ez szignifikáns az ejektívák esetében. A glottális konstrikció viszonylag későn válik helyessé, és a frikatív, apikális, vagy fortis típusok is később fejlődnek ki.

### Helyesírás és kiejtés
Amerika felfedezése előtt már volt írásuk a majáknak, ez volt a maja írás. Maga a nyelv visszavezethető a proto-jukatékra, amiből a mai jukaték-maja nyelv mellett még az itza, lacandon és mopan nyelvek is származnak.
A mai maja helyesírás a latin ábécét használja és – apróbb területi eltérésekkel – nagyjából fonetikus. A magyartól eltérő olvasatú betűk az alábbiak:
- ch – magyar cs
- j – magyar ch (mint a spanyol j)
- p’, t’, k’ – glottalizált p, t, k
- s – magyar sz
- tz – magyar c
- x – magyar s
- y – magyar j
- w – nagyon röviden ejtett félhangzós u (mint az angol w)
- ’ – hangszalagzárhang (glottális zárhang)
- a magánhangzók hosszúságát kettőzéssel, a magas hanglejtést ékezettel jelzik.

Az írásmódot a spanyol hódítók vezették be, és az akkori spanyol nyelv alapján jelölték a hangzókat. Akkoriban az x postalevoláris frikatívát jelölt (angolul többnyire sh-nak írják), ami mára a spanyolban veláris frikatívára változott, és j-nek írják. A [t͡sʼ] reprezentálására bevezették a fordított c-t (ɔ), melyet ma többnyire dz reprezentál. A revizionált ALMG helyesírásban tzʼ jelöli.
A helyesírást a 20. században megreformálták, így például a c/qu, k, hu és h betűket a k, w és az aposztróf jelet helyettesítették.

## Nyelvtan
A maja a magyarhoz hasonlóan agglutináló nyelv. Nyelvtani nem nincs, a természetes nemeket – akárcsak a magyarban – szóösszetétellel jelölik: ah = férfi, ix (ejtsd: (i)s) = nő; pl. ah tzambesah ’tanár’, ix tzambesah ’tanárnő’. A határozott névelő a le (pl. le winik ’az ember’), a többes szám jele az -ob (le winikob ’az emberek’ vagy pl. xipal ’fiú’, xipalob ’fiúk’).
A jelzős szerkezetekben a melléknév a főnév előtt áll, mint a magyarban: pl. nojoch, ’nagy’: nojoch kax ’nagy falu’, nojoch polob ’nagy fejek’. A melléknevek fokozása illeszkedő magánhangzó + l hozzáadásával történik, pl. tibil ’jó’ → tibilil ’jobb’.
A személyes névmásoknak három fajtája van: önállóan használt, főnévi elő- és belragként használt (pl. birtokos névmási szerepben), valamint igei toldalékként használt; összefoglalva az alábbi táblázatban láthatók.
| Szám/személy | Önálló (névmási) | Főnévi (birtokos) | Igei |
| ------------ | ---------------- | ----------------- | ---- |
| E/1.         | ten              | in-/w-            | -en  |
| E/2.         | tech             | a-/aw-            | -ech |
| E/3.         | lay/leti         | u-/y-             | -∅   |
| T/1.         | toon             | k(a)-             | -oon |
| T/2.         | teex             | aw- … -eex        | -eex |
| T/3.         | loob/letiob      | a/j- … -oob       | -oob |

Példák a birtokos névmási használatukra: inyatan ’asszonyom’, ayatan ’asszonyod’, usutzum ’fivére’, kasutzum ’fivérünk’, ayuneex ’apátok’, ayunoob ’apjuk’, kasuztumoob ’fivéreink’. Összetett birtoklás a magyarral ellentétben a birtok áll elöl: uyatan insutzum ’fivérem asszonya’.
A mutató névmás szerepét a határozott névelő és távolság szerint az -a, illetve az -o/-e végződés tölti be: le winika ’ez az ember’, le winiko ’az az ember’. A kérdő névmások: max ’ki?’ és maxob ’kik?’.
A tőszámnevek a 20-as számrendszerre épülnek: 1 hun, 2 ka, 3 ox, 4 kan, 5 ho, 6 wak, 7 wuk, 8 waxak, 9 bolon, 10 buluk, 11 la hun, 12 la ka stb.; 20 hun kal, 40 ka kal, 60 ox kal stb. A ’sok’ fogalmát a tul (élő) és p’el (élettelen) szavak jelölik. A nyelv legtöbb beszélője nem tud négynél vagy ötnél tovább jukaték-maja nyelven számolni, mivel ők a spanyol nyelvű számolást és a tízes számrendszert szokták meg.

### Az ige
Az igéknek van tárgyas és tárgyatlan, illetve aktív és passzív alakja (az első hasonló a magyar határozott/határozatlan igeragozáshoz). A jelen időt a tan + főnévi személyrag jelöli, összevont alakban tin, tan, tun. A tárgyatlan igék aktív alakját az igető + kötőhang + l jelzi, pl. lubul ’esik’, hetel ’nyit’, ragozva pl. tin hetel ’én nyitok’. A tárgyas ige az -ik ragot kapja, pl. tin hetik ’én nyitom’. A különböző módozatokat toldalékokkal képzik. A tárgyas igék műveltető alakját pl. az -s- belrag jelzi: tin kimsik ’halálát okozom’; a folyamatos vagy habituális szemlélet jele a -tal, pl. tin kuxtal ’élek’. A felszólító módot az -en rag jelzi: heten! ’nyiss!’, a tagadást pedig a ma-/matan- vagy mawil- előképző: main hetel ’nem nyitok’.
A tárgyatlan igék határozatlan jövő idejét a bin+igető+ak+igei személyrag összetételével képzik, pl. binkimaken ’meg fogok halni’, binkimakech ’meg fogsz halni’, binkimak ’meg fog halni’ stb. A múlt időt egyszerűen a tőhöz kapcsolt személyrag jelöli: luben ’estem’, lubech ’estél’ stb. (a -tal végű, tartós cselekvést kifejező igék múlt idejét az -ah utóraggal képzik).
A tárgyas igék jövő ideje kétféle úton képezhető: he+igei személyrag + tő+ik+e, pl. hen kimsike ’meg fogom ölni’; vagy bin+főnévi személyrag + tő+e: binin hete ’nyitni fogom’. A múlt idő t+személyrag + igető+ah: pl. tin xulah ’befejeztem’.
A teljes igei alakok bonyolultak lehetnek, időt, valamint egyéb kategóriákat jelölő előragokkal. A tárgyas/tárgyatlan alakot, igefajtát, módot, szemléletet, alanyt, tárgyat utóragok jelzik. A különböző viszonyokat jelentő előképzők közül némelyik – a magyarhoz hasonlóan – személyraggal társul, pl. igeivel: yetelen ’velem’, yetelech ’veled’, mások névszóival: intial ’értem’, atial ’érted’. Egy összetett igealak magában foglalhatja a tárgyat is: pl. xotchenahen ’fát vágtam’ (xot ’vág’, che ’fa’).

### A mondat
Ahogy a legtöbb maja nyelv, úgy a jukaték-maja nyelv szórendje is általában az igével kezdődik, viszont a többi mondatrész viszonylag szabadon mozoghat. Az alany leggyakoribb helye a mondat vége. A topik-komment szerkezet lehetővé teszi az ige elmozdítását is. 
Az idő kifejezése a nyelvtan egyik legtöbbet kutatott területe.

## Néhány kifejezés
Bix a beel – Hogy vagy? (szó szerint: ’Hogy megy az utad’)
Ma’alob, kux teech – Jól, és te?
Bey xan teen. – Én szintén.
Bix a k’aaba’ – Hogy hívnak? (szó szerint: ’Hogy szól a neved’)
In k’aaba’e’ Jorge. – A nevem Jorge.
Jach ki’imak in wóol in k’aj óoltkech. – Örülök, hogy megismertelek.

Érdekesség: A maja nyelvben a kérdő és a felkiáltójel használata nem kötelező, mivel erre külön alaktani formák szolgálnak.

## Média és kultúra

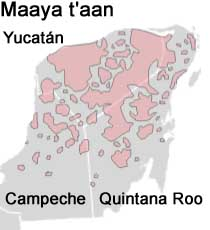
A nyelv elterjedése Mexikóban

Diego de Landa yucatáni püspök könyvégetéseit mindössze négy maja írással készült kódex élte túl a 13.-15. századból: a 22 oldalas párizsi kódex, a 74 oldalas drezdai kódex, a 112 oldalas madridi kódex és a Grolier-kódex 10 oldala az eredetileg körülbelül 20 oldalból. Amatl-papírból készültek. A kőbe vésett feliratok és a kerámiák ennél sokkal jobban megmaradtak. Ezek egészen időszámításunk kezdetéig visszakövethetők. A kerámiákon szerepelnek szertartásos leírások, de kódex stílusú szövegek is találhatók, melyek a klasszikus kódexformát követik, és elképzelhetővé teszik, hogy milyenek lehettek a klasszikus, lapokra írt könyvek. A fügekéregből készült papírok és könyvek saját neve "Huun".
A maja elbeszélőművészet és misztika egyik csúcsteljesítménye a Popol Vuh, ami teremtésmítosz. Régebbi részei a klasszikus kornál régebbre nyúlnak vissza, benyomást ad az elveszett maja irodalomról, és megmagyaráz több részletet az építészeti plasztikából és képzőművészetből.
A nyelv első latin betűs feljegyzései a Chilam-Balam-könyvek (16.-19. század), illetve Dzitbalché dalai (El libro de los cantares de Dzitbalché), melyeket a 18. században jegyeztek le, de keletkezésük visszanyúlik egészen 1440-ig.
A 21. század elejének maja szerzői közé tartozik Jorge Miguel Cocom Pech költő (* 1952), akinek versei mellett elbeszélései is megjelentek jukaték-maja és spanyol kétnyelvű kiadásban Mukult'an in nool – Los secretos del abuelo (A nagyapa titkai) címmel 2001-ben.  Marisol Ceh Moo (* 1968) írónő jukaték-maja eredetiben ír prózai műveket. X-Teya, u puksi’ik’al ko’olel – Teya, un corazón de mujer regénye 2009-ben jelent meg spanyol fordítással együtt. A részben majául, részben spanyolul írt El llamado de los tunk’ules. T’ambilák men tunk’ulilo’ob 2011-ben jelent meg, és az 1847-től 1901-ig tartó maja függetlenségi háború idején játszódik.
A CDI csatornái műsorokat sugároznak jukaték-maja nyelven az XEXPUJ-AM (Xpujil, Campeche), XENKA-AM (Felipe Carrillo Puerto, Quintana Roo) és XEPET-AM (Peto, Yucatán) rádióadókról.
A Mel Gibson rendezésében készült  Apocalypto teljes egészében jukaték-maja nyelven készült. A forgatókönyvet a film nyelvi szakértője, Hilario Chi Canul nyelvész fordította. A főszereplők között egyetlen anyanyelvi beszélő sincs. A film kemény kritikát kapott Rheinischen Friedrich-Wilhelms-Egyetem Bonn tanszékvezetőjétől, Nikolai Grubetól, akinek felesége anyanyelvként beszéli a nyelvet. Szerinte a színészek akcentusa olyan erős, hogy anyanyelvi beszélők nem értik meg. Másrészt a maják nem erdőben éltek, nem voltak primitívek, és nem mészároltak le tömegeket áldozatként, mint ahogy a film ábrázolja.
A Civilization V: Gods & Kings című videojátékban Pacal, a maják vezetője jukaték-maja nyelven beszél.
2012 augusztusában a Mozilla Translathon 2012 eseményen a nyelv húsz beszélője gyűlt össze a  Google Endangered Languages Projectben, illetve a Mozilla böngésző és a MediaWiki (amit a Wikipédia és kapcsolódó projektjei használnak) lokalizációja érdekében.
2013 augusztusában bemutatták a Baktunt, az első maja nyelvű teleregényt.
Jesús Pat Chablét tekintik az első maja rapperner és producernek.
2018-ban a Shadow of the Tomb Raider videojáték immerziós módjában a Paititi régió lakosai jukaték-maja nyelven beszélnek.
A Biblia Új Világ fordítása 2019-ben jelent meg jukaték-maja nyelven. Jehova Tanúi ingyen adják papír alapon, de le is tölthető.
2019 december 4-én Yucatán tartomány egyhangúlag elfogadott egy oktatási törvényt a maja nyelv tanításáról.

## Fordítás
- Ez a szócikk részben vagy egészben  a   Yucatec Maya language című angol Wikipédia-szócikk fordításán alapul.  Az eredeti cikk szerkesztőit annak laptörténete sorolja fel. Ez a jelzés csupán a megfogalmazás eredetét és a szerzői jogokat jelzi, nem szolgál a cikkben szereplő információk forrásmegjelöléseként.
- Ez a szócikk részben vagy egészben  a   Mayathan című német Wikipédia-szócikk fordításán alapul.  Az eredeti cikk szerkesztőit annak laptörténete sorolja fel. Ez a jelzés csupán a megfogalmazás eredetét és a szerzői jogokat jelzi, nem szolgál a cikkben szereplő információk forrásmegjelöléseként.